# نابخشوده (ترانه)
«نابخشوده» (به انگلیسی: The Unforgiven) ترانه‌ای از گروه هوی متال آمریکایی متالیکا است که در آلبوم متالیکا قرار دارد. این ترانه به‌صورت دومین تک‌آهنگ آلبوم نیز در ۲۸ اکتبر ۱۹۹۱ توسط الکترا رکوردز منتشر شد. این ترانه به نبرد فرد علیه تلاش‌هایی که برای به زیر سلطه کشیدنش صورت می‌گیرد، می‌پردازد.
این ترانه بعدها دو دنباله داشت: «نابخشوده ۲» از آلبوم ری‌لود و «نابخشوده ۳» از آلبوم آهنربای مرگ.

## محتوا
موضوع ترانه داستان مردی است که هرگز بهره‌ای از وضع زندگی خود نبرده و هرگز از موقعیت‌ها و بخت‌هایش استفاده نکرده است. او بعدها در پایان زندگی‌اش پشیمان از ناتمام ماندن بسیاری از امور زندگی‌اش است، بنا بر این تمام دنیا را «نابخشوده» لقب می‌دهد.
کرک همت گفت که سولوی او یک بداهه‌پردازی لحظه آخری از «احساسات خام» بود، زیرا ایده‌هایی که با خود به استودیو آورده بود، به نتیجه نرسیدند. او از نتیجه راضی بود و گفت که این لحظه، نقطه شروعی برای نواختن سولوی‌های کمتر از قبل برنامه‌ریزی‌شده در آهنگ‌های آینده‌اش شد.

## عوامل
- جیمز هتفیلد – آواز، گیتار ریتم، گیتار کلاسیک
- لارس اولریک – درامز، سازهای کوبه‌ای
- کرک همت – گیتار اصلی
- جیسون نیوستد – بیس
- موسیقی‌دانی بدون ذکر نام («اسکات») – کیبورد[۳]

## گواهی‌نامه‌ها
| منطقه                                                                       | گواهی     | واحد گواهی‌شده/فروش |
| --------------------------------------------------------------------------- | --------- | ------------------ |
| استرالیا (آی‌اف‌پی‌آی استرالیا)                                                | ۳× پلاتین | ۲۱۰٬۰۰۰            |
| برزیل (پرو موزیکا برزیل)                                                    | طلا       | ۳۰٬۰۰۰             |
| آلمان (بی‌وی‌ام‌آی)                                                            | طلا       | ۲۵۰٬۰۰۰            |
| ایتالیا (اف‌آی‌ام‌آی)                                                          | طلا       | ۳۵٬۰۰۰             |
| نیوزیلند (آرآی‌ای‌ان‌زد)                                                       | پلاتین    | ۱۰٬۰۰۰             |
| اسپانیا (سازنده‌های موسیقی)                                                  | طلا       | ۳۰٬۰۰۰             |
| بریتانیا (بی‌پی‌آی)                                                           | نقره      | ۲۰۰٬۰۰۰            |
| ایالات متحده (آرآی‌ای‌ای)                                                     | طلا       | ۵۰۰٬۰۰۰^           |
| ^ رقم توزیع تنها بر پایهٔ گواهی‌ها. · رقم فروش+پخش جاری تنها بر پایهٔ گواهی‌ها. |           |                    |